# ميثاق خاركيف

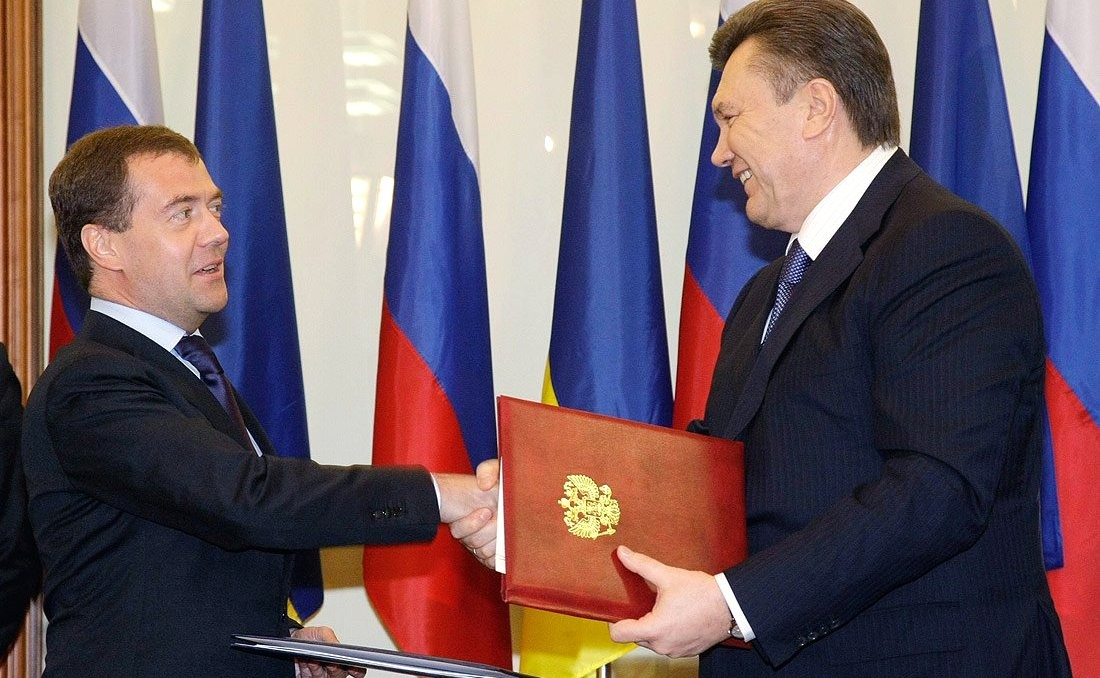
خاركيف، أوكرانيا. التوقيع على اتفاقية روسية أوكرانية بشأن تواجد أسطول البحر الأسود الروسي على الأراضي الأوكرانية. مع الرئيس الأوكراني فيكتور يانوكوفيتش.

تشير الاتفاقية بين أوكرانيا وروسيا بشأن أسطول البحر الأسود في أوكرانيا، والمشار إليها على نطاق واسع باسم ميثاق خاركيف (بالأوكرانية: Харківський пакт) أو اتفاقيات خاركوف (بالروسية: Харьковские соглашения)، إلى معاهدة بين أوكرانيا وروسيا تمدّد بموجبها عقد الإيجار الروسي للمنشآت البحرية في شبه جزيرة القرم إلى ما بعد عام 2017 حتى عام 2042، مع خيار تجديد إضافي لمدة خمس سنوات مقابل عقد متعدد السنوات مخفّض لسعر الغاز الطبيعي الروسي الذي تشتريه أوكرانيا.
أثارت الاتفاقية، التي وقع عليها في 21 أبريل 2010 في خاركيف، أوكرانيا، كل من الرئيس الأوكراني فيكتور يانوكوفيتش والرئيس الروسي دميتري ميدفيديف وصدق عليها برلمانَي البلدين في 27 أبريل 2010 الكثير من الجدل في أوكرانيا. كانت المعاهدة فعليًا استمرارًا لبنود الإيجار التي كانت جزءًا من معاهدة تقسيم أسطول البحر الأسود لعام 1997 بين الدولتين. بعد وقت قصير من تغيير النظام في 22 فبراير 2014 وضم شبه جزيرة القرم من قبل الاتحاد الروسي في مارس 2014 أنهت روسيا المعاهدة من جانب واحد في 31 مارس 2014.

## تاريخيًا
في عام 1997، وقعت روسيا وأوكرانيا معاهدة التقسيم، وأنشأت أسطولين وطنيين مستقلين وقسمت الأسلحة والقواعد بينهما. وافقت أوكرانيا أيضًا على تأجير أجزاء كبيرة من قواعدها الجديدة في سيفاستوبول لأسطول البحر الأسود الروسي حتى عام 2017. وأثناء رئاسة فيكتور يوشينكو (يناير 2005 -فبراير 2010) أعلنت الحكومة الأوكرانية أن عقد الإيجار لن يُمدد وأن الأسطول سيضطر إلى مغادرة سيفاستوبول بحلول عام 2017.
وسط العديد من النزاعات حول الغاز بين روسيا وأوكرانيا، بما في ذلك وقف إمدادات الغاز الطبيعي إلى الدول الأوروبية، رفعت روسيا سعر غازها الطبيعي على أوكرانيا في عام 2006 وفي عام 2009.

## التفاوض
زار رئيس وزراء أوكرانيا، ميكولا أزاروف، ووزير الطاقة، يوري بويكو موسكو في أواخر مارس 2010 للتفاوض بشأن تخفيض أسعار الغاز، ولم يوضح أي منهما ما كانت أوكرانيا مستعدة لتقديمه في المقابل. بعد هذه المحادثات صرح رئيس الوزراء الروسي فلاديمير بوتين أن روسيا مستعدة لمناقشة سعر الغاز الطبيعي الذي تبيعه لأوكرانيا. صرح المسؤولون الأوكرانيون في منتصف أبريل بأنهم يسعون للحصول على متوسط سعر يتراوح بين 240 و260 دولارًا لكل 1000 متر مكعب لعام 2010. دفعت أوكرانيا 305 دولارات في المتوسط في الربع الأول من عام 2010 و330 دولارًا في الربع الثاني.
في 21 أبريل 2010، وقع الرئيس الروسي دميتري ميدفيديف والرئيس الأوكراني فيكتور يانوكوفيتش اتفاقية وافقت فيها روسيا على تخفيض سعر الغاز الطبيعي المباع إلى أوكرانيا بنسبة 30%. وافقت روسيا على ذلك مقابل الحصول على إذن لتمديد عقد إيجار روسيا لقاعدة بحرية رئيسية في ميناء سيفاستوبول الأوكراني على البحر الأسود لمدة 25 عامًا إضافية (حتى عام 2042) مع خيار تجديد لمدة 5 سنوات أخرى (حتى عام 2047). وضعت الاتفاقية سقفًا لمقياس ارتفاع الأسعار، مع استمرار وجود الشروط الرئيسية غير المواتية لأوكرانيا لعقد الغاز لعام 2009.
وصرح الرئيس الروسي «لقد توصلنا بالفعل إلى اتفاق غير مسبوق». «سيزداد إيجار القاعدة البحرية بمقدار يعادل خصم سعر الغاز.»

## التصديق والتصويت
وافق البرلمانَين الروسي والأوكراني على الاتفاقية. صدق البرلمانان على الاتفاقية في 27 أبريل 2010. ثبت أن التصديق في البرلمان الأوكراني مثير للجدل، وحدثت العديد من الاضطرابات أثناء العملية. في إحدى الحوادث، ألقى بعض النواب عدة بيضات على المتحدث فولوديمير ليتفين.

### التصويت
خلال جلسة تصويت مثيرة للجدل، خرج نصف النواب (المشرعين) من حزب الأقاليم الحاكم من مقاعدهم واغلقوا منصة التتويج. صوّت 160 عضوًا من العلاقات العامة، بما في ذلك رينات أحمدوف، الذي لم يكن حاضرًا في قاعة الجلسة لصالح التصديق. من بين أحزاب المعارضة، وافق تسعة أعضاء من كتلة يوليا تيموشينكو على التصديق وسبعة من كتلة أور أوكرانيا. صوت جميع أعضاء الحزب الشيوعي الأوكراني البالغ عددهم 27 عضوًا و20 عضوًا في كتلة ليتفين لصالح ميثاق خاركيف أيضًا. من بين أولئك الذين لا ينتمون إلى أي حزب، لم يؤيد الاتفاق سوى تاراس تشورنوفيل وأوليكسندر فومين وإيهور ريباكوف.